# مرد عوضی (فیلم ۱۹۱۷)
«مرد عوضی» (انگلیسی: The Wrong Man) فیلمی در ژانر وسترن است که در سال ۱۹۱۷ منتشر شد. از بازیگران آن می‌توان به هری کری و ویلیام استیل اشاره کرد.